# ФК Моравац Мрштане
ФК Моравац је cрпски фудбалски клуб из Мрштана код Лесковца. Тренутно се такмичи у Српској лиги Исток, трећем такмичарском нивоу српског фудбала. Због спонзорских разлога клуб тренутно носи назив Моравац Орион, а основан је 1947. године. Боја клуба су црвена и плава.
Клуб је у сезони 2011/12. заузео прво место у Нишкој зони и пласирао се у виши ранг, Српску лигу Исток. У сезони 2013/14. у Српској лиги исток је заузео прво место и први пут у историји се пласирао у Прву лигу Србије. Међутим у Првој лигу је провео само једну сезону, јер је заузео 13. место са бодом мање од ужичке Слободе и тако испао из лиге.

## Новији резултати
| Сезона   | Ранг | Лига              | Позиција | ИГ | Д  | Н | П | ГД  | ГП | ГР  | Бод | Куп                  |
| -------- | ---- | ----------------- | -------- | -- | -- | - | - | --- | -- | --- | --- | -------------------- |
| 2010/11. | 4    | Нишка зона        | 4.       | 30 | 15 | 7 | 8 | 59  | 26 | +33 | 52  | Није се квалификовао |
| 2011/12. | 4    | Нишка зона        | 1.       | 30 | 26 | 4 | 0 | 107 | 8  | +99 | 82  | Није се квалификовао |
| 2012/13. | 3    | Српска лига Исток | -        | -  | -  | - | - | -   | -  | -   | -   | -                    |